# Balnakeil House

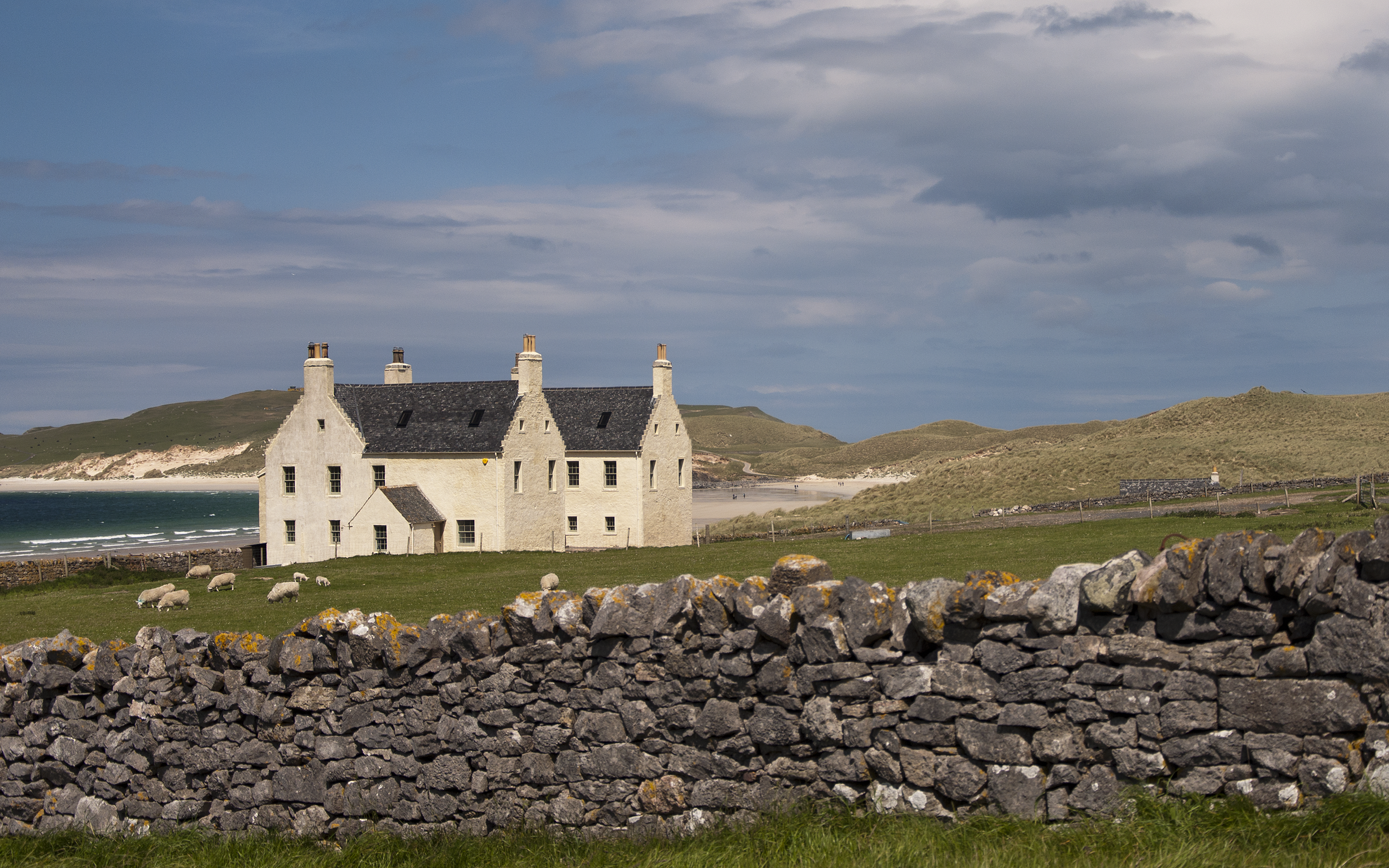
Balnakeil House

Balnakeil House in de plaats Balnakeil bij Durness in het noordwesten van Sutherland, is een gebouw uit 1744 dat een tijdlang onderdak verschafte aan de leiders van de clan Mackay, de Lords Reay. Het interieur van Balnakeil House werd tijdens het victoriaans tijdperk grondig vernieuwd.
Hoogstwaarschijnlijk stond op deze plek in de 13e eeuw de zomerresidentie van de bisschop van Caithness. Balnakeil House staat vlak bij Balnakeil Church, aan de rand van Balnakeil Bay.
De Mackays spraken recht in dit gebouw. In de 18e eeuw werd een man uit Strathmore tot de galg veroordeeld wegens moord. De straf werd uitgevoerd dicht bij Loch Croispol, het loch van de galgen.